# Dwayne Archbold
Dwayne Archbold (* 7. März 1980 in Brooklyn, New York) ist ein US-amerikanischer Basketballspieler.
Der 1,98 m große Small Forward spielte am Siena College in den USA, danach in Frankreich für Chorale Roanne Basket und Stade Clermontois Basket Auvergne. 2004 wechselte er in die Basketball-Bundesliga nach Deutschland  zum TBB Trier. In der Saison 2006/07 spielte er für den belgischen Club Antwerp Giants. Seit 2007 geht er in den Niederlanden für Hanzevast Capitals Groningen auf Körbejagd. Von November bis Dezember 2008 spielte er in Luxemburg bei Racing Letzebuerg.
| Personendaten    | Personendaten                       |
| ---------------- | ----------------------------------- |
| NAME             | Archbold, Dwayne                    |
| KURZBESCHREIBUNG | US-amerikanischer Basketballspieler |
| GEBURTSDATUM     | 7. März 1980                        |
| GEBURTSORT       | Brooklyn, New York, USA             |